# Alseodaphne griffithii
Alseodaphne griffithii är en lagerväxtart som beskrevs av André Joseph Guillaume Henri Kostermans. Alseodaphne griffithii ingår i släktet Alseodaphne och familjen lagerväxter. Inga underarter finns listade i Catalogue of Life.